# باول نيل (كاتب)
باول نيل (بالإنجليزية: Paul Neal)‏ هو كاتب بريطاني، ولد في 1972.